# Райски папагал
Райският папагал известен още като червеночел поен папагал (Psephotus pulcherrimus) е изчезнал вид птица от семейство Psittaculidae. Била е пъстра, средна на размер птица, родом от тревистите гори на Куинсланд – граничния район на Нов Южен Уелс в източна Австралия. Последната жива птица е наблюдавана през 1927 г.

## Описание
Оперението на райския папагал е било изключително цветно, смес от зеленикаво-синьо, алено червено, черно и кафяво. Опашката е била почти със същата дължина като тялото, необичайна за птица, която макар и бърз летец, е прекарвала почти цялото си време на земята.